# Stawy w Borowej
Stawy w Borowej este o arie protejată (sit de importanță comunitară — SCI) din Polonia întinsă pe o suprafață de 189,11 ha, integral pe uscat.

## Localizare
Centrul sitului Stawy w Borowej este situat la coordonatele 51°10′36″N 17°15′20″E / 51.1766°N 17.2555°E.

## Înființare
Situl Stawy w Borowej a fost declarat sit de importanță comunitară în septembrie 2006 pentru a proteja 1 specie de plante.

## Biodiversitate
Situată în ecoregiunea continentală, aria protejată conține 1 habitat natural: Ape stătătoare oligotrofe până la mezotrofe, cu vegetație de Littorelletea uniflorae și/sau de Isoëto-Nanojuncetea.
La baza desemnării sitului se află o specie protejată de  plante: Coleanthus subtilis.